# Hvide Hest-kvarteret
Hvide Hest-kvarteret er navnet på en lille bydel på Ydre Vesterbro der er i fokus som område for helhedsorienteret byfornyelse.
Siden midten af 1990'erne er der på Ydre Vesterbro foretaget en planlægning og gennemførelse af en omfattende bygningsfornyelse. Københavns Kommune har med kvartermødet d. 3. juni 2004 igangsat et forpligtende samarbejde med borgerne i kvarteret om et projekt, der skal løfte kvarteret som helhed.
Området for den helhedsorienterede byfornyelse omfatter i alt 7 karreer og er afgrænset af Vesterbrogade mod nord, Enghavevej mod øst og syd, Lyrskovsgade mod syd og Vester Fælledvej mod vest.
Det er hensigten, at Hvide-Hest områdets særpræg og særlige karakter vil blive styrket og markeret ved hjælp af byfornyelsesprocessen og borgernes indsats. Vi håber, at denne hjemmeside kan være med til at præsentere Hvide-Hest og de særlige værdier, som området står for.
Indtil midten af 1800-tallet blev området mellem Vesterbrogade, Vesterfælledvej, Trøjborggade og Tøndergade til Enghavevej kaldt ”Hvide Hests Vænge”. Et vænge var et indhegnet græsningsareal for kreaturer. ”Heste” var en betegnelse for en blanding af gæstgiverier og håndværksvirksomheder, hvor der også var stalde til heste.
|  | Denne artikel om lokaliteten Hvide Hest-kvarteret kan blive bedre, hvis der indsættes et (bedre) billede. Du kan hjælpe ved at afsøge Wikimedia Commons for et passende billede eller lægge et op på Wikimedia Commons med en af de tilladte licenser og indsætte det i artiklen. |

|  | Denne artikel kan blive bedre, hvis der indsættes geografiske koordinater Denne artikel omhandler et emne, som har en geografisk lokation. Du kan hjælpe ved at indsætte koordinater i wikidata. |